# Ocean Adventurer
Die Ocean Adventurer ist ein unter der Flagge Portugals fahrendes Kreuzfahrtschiff.

## Geschichte
Das Schiff wurde unter der Baunummer 408 auf der Werft Brodogradilište Titovo in Kraljevica in Jugoslawien gebaut. Es war das dritte Schiff der als Projekt 1454 gebauten und auch insgesamt acht Einheiten bestehenden Mariya-Yermolova-Klasse. Der Stapellauf fand am 19. April 1975 statt. Das Schiff kam als Alla Tarasova für die Murmansker Seereederei in Fahrt.
1997 wurde das Schiff an Clipper Cruise Line verkauft, die es 1998 auf der Fredericia Skibsværft umbauen ließ und als Clipper Adventurer wieder in Fahrt brachte. 2007 wurde das Schiff an eine zur Clipper Group gehörende Reederei übertragen. 2012 wurde es in Sea Adventurer, 2017 in Ocean Adventurer umbenannt. Das Schiff wird von der US-amerikanischen Reederei SunStone Ships bereedert.

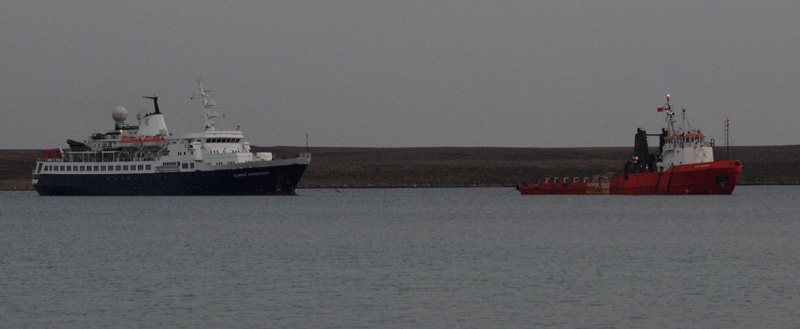
Clipper Adventurer im Schlepp der Alex Gordon der kanadischen Küstenwache (September 2010).

Das Schiff wird von verschiedenen Anbietern für Kreuzfahrten in den Polargebieten und abseits der Fahrtgebiete der großen Kreuzfahrtschiffe eingesetzt. Dabei kam es 2010 zu einem Zwischenfall, als das Schiff am 27. August mit 128 Passagieren und 69 Besatzungsmitgliedern an Bord im Coronation Gulf in Kanada auf einen Felsen lief (67° 58.2' N 112° 40.3' W). Die Passagiere wurden am 29. August von der Amundsen der kanadischen Küstenwache abgeborgen und nach Kugluktuk gebracht, nachdem Versuche, das Schiff freizubekommen, fehlgeschlagen waren. Im September wurden mehrere Versuche unternommen, das Schiff mit Hilfe von Schleppern von der Untiefe zu ziehen. Dies gelang schließlich am 13. September mit Hilfe von vier Schleppern. In der Folge wurden die Schäden am Rumpf des Schiffes provisorisch repariert, bevor das Schiff in einer Werft in Danzig trockengestellt und endgültig repariert wurde. Das Schiff befand sich zum Zeitpunkt der Havarie in Charter des kanadischen Kreuzfahrtanbieters Adventure Canada auf einer Kreuzfahrt von Kangerlussuaq in Grönland nach Kugluktuk in Kanada.
Der Felsen, auf den das Schiff gelaufen war, war bereits seit 2007 bekannt und vom Canadian Hydrographic Service in einer „Notice to Shipping“ auch entsprechend publiziert worden. Auf der Seekarte an Bord war der Felsen allerdings nicht verzeichnet. Adventurer Partners als Reeder des Schiffes verklagte den kanadischen Staat 2011 auf mindestens 15 Millionen US-Dollar Schadenersatz, da der Felsen, auf den das Schiff gelaufen war, nicht in der Seekarte verzeichnet war und die zuständige kanadische Stelle es versäumt hätte, die Schifffahrt entsprechend zu warnen. Der kanadische Staat seinerseits verklagte Adventurer Partners 2012 auf die Zahlung von knapp 500.000 US-Dollar, als Schadenersatz für die Beseitigung der durch das Aufgrundlaufen des Schiffes entstandenen Umweltschäden.

## Technische Daten und Ausstattung
Das Schiff wird von zwei Bergen-Dieselmotoren des Typs C25:33L6PCD mit jeweils 1942 kW Leistung angetrieben. Die Motoren wirken auf zwei Verstellpropeller. Die Reisegeschwindigkeit des Schiffes liegt bei etwa 12,5 kn.
Für die Stromversorgung stehen vier Generatoren mit jeweils 352 kW Leistung (Scheinleistung: 440 kVA) zur Verfügung, die von vier B&W-Litostroj-Hilfsmotoren (5T23HH, L23/30) angetrieben werden. Als Notgenerator wurde ein Sechszylinder-Dieselmotor des Herstellers Saab (SDI-11) mit 240 kW Leistung (Scheinleistung: 300 kVA) verbaut. Das Schiff ist mit einem Bugstrahlruder mit 368 kW Leistung ausgestattet.
Das Schiff verfügt über sieben Decks, von denen fünf für Passagiere zugänglich sind. Die Passagierkabinen sind auf alle vier Decks verteilt. Alle Kabinen sind Außenkabinen. Die Kabinenkapazitäten änderten sich bei Umbauten des Schiffes teilweise. So standen nach einem Umbau im Jahr 1998 insgesamt 61 Kabinen für Passagiere zur Verfügung, davon 45 Zweibettkabinen, 15 Dreibettkabinen sowie eine Vierbettkabine. Für die Besatzungsmitglieder standen 48 Kabinen zur Verfügung, davon 20 Einbett-, 18 Zweibett-, neun Dreibett- und eine Vierbettkabine. Mittlerweile stehen 70 Zweibettkabinen für Passagiere zur Verfügung, die teilweise durch zusätzliche Betten zu Dreibettkabinen umgerüstet werden können. Insgesamt können in den Kabinen 160 Passagiere untergebracht werden. Für die Schiffsbesatzung stehen 47 Kabinen mit insgesamt 81 Betten zur Verfügung, davon 21 Einbett-, 18 Zweibett und acht Dreibettkabinen.
Das Schiff ist mit Zodiac-Schlauchbooten ausgerüstet, die es ermöglichen, Passagiere auch in Gegenden ohne entsprechende Infrastruktur an Land zu bringen.
Der Rumpf des Schiffes ist eisverstärkt (Eisklasse 1A).